# Landtagswahlkreis Hagen I
Der Landtagswahlkreis Hagen I ist ein Landtagswahlkreis in Hagen in Nordrhein-Westfalen. Seit der Landtagswahl 2022 umfasst er die Kommunalwahlbezirke 01 Mittelstadt, 02 Altenhagen-Süd, 03 Altenhagen-West, 04 Altenhagen-Ost, 05 Fleyerviertel, 06 Eppenhausen, 07 Emst, 08 Remberg, 11 Boele/Hengstey/Brockhausen, 12 Kabel/Bathey/Garenfeld, 13 Helfe/Fley, 14 Boelerheide, 15 Vorhalle/Eckesey, 16 Hohenlimburg-Nord, 17 Hohenlimburg-Ost, 18 Hohenlimburg-Süd, 19 Hohenlimburg-West, 20 Eilpe-Zentrum/Oberhagen. Zuvor umfasst er seit 2005 die Stadtbezirke Mitte, Nord und Hohenlimburg.

## Landtagswahl 2022
Wahlberechtigt waren 89.330 Einwohner.
| Direktkandidat   | Partei   | Erststimmen in % | Zweitstimmen in % |
| ---------------- | -------- | ---------------- | ----------------- |
| Wolfgang Jörg    | SPD      | 34,0             | 30,6              |
| Dennis Rehbein   | CDU      | 33,8             | 34,9              |
| Alexandra Gerull | GRÜNE    | 12,6             | 13,7              |
| Peter Hegenberg  | FDP      | 6,0              | 5,5               |
| Andreas Geitz    | AfD      | 7,6              | 7,2               |
| Marvin Hasenberg | LINKE    | 2,0              | 1,6               |
| –                | Sonstige | 3,4              | 6,5               |

## Landtagswahl 2017
Wahlberechtigt waren 100.326 Einwohner.
| Direktkandidat    | Partei   | Erststimmen in % | Zweitstimmen in % |
| ----------------- | -------- | ---------------- | ----------------- |
| Wolfgang Jörg     | SPD      | 39,4             | 34,1              |
| Helmut Diegel     | CDU      | 34,1             | 29,9              |
| Sylvia Olbrich    | GRÜNE    | 3,8              | 4,4               |
| Ernst-Ulrich Alda | FDP      | 8,0              | 11,4              |
| Frank Mazny       | Piraten  | 1,9              | 1,0               |
| Ingo Hentschel    | LINKE    | 4,7              | 4,6               |
| Michael Eiche     | AfD      | 8,0              | 10,0              |
| –                 | Sonstige | –                | 4,5               |

Der Wahlkreis wird im Landtag durch den direkt gewählten Wahlkreisabgeordneten Wolfgang Jörg (SPD) vertreten, der dem Parlament seit 2005 angehört. Der bisherige FDP-Landtagsabgeordnete Ernst-Ulrich Alda schied hingegen aus dem Parlament aus, da sein Listenplatz 35 nicht für eine Wiederwahl ausreichte.

## Landtagswahl 2012
Wahlberechtigt waren 103.920 Einwohner.
| Direktkandidat         | Partei   | Erststimmen in % | Zweitstimmen in % |
| ---------------------- | -------- | ---------------- | ----------------- |
| Jörg Klepper           | CDU      | 28,4             | 23,1              |
| Wolfgang Jörg          | SPD      | 47,8             | 43,8              |
| Christa Stiller-Ludwig | GRÜNE    | 7,8              | 9,7               |
| Ernst-Ulrich Alda      | FDP      | 4,0              | 7,1               |
| Ingo Hentschel         | LINKE    | 2,8              | 2,6               |
| Kerstin Brinkmann      | Piraten  | 9,3              | 8,3               |
| –                      | Sonstige | –                | 5,4               |

## Landtagswahl 2010
Wahlberechtigt waren 105.005 Einwohner.
| Direktkandidat       | Partei  | Erststimmen in % | Zweitstimmen in % |
| -------------------- | ------- | ---------------- | ----------------- |
| Heinz-Dieter Kohaupt | CDU     | 34,9             | 30,9              |
| Wolfgang Jörg        | SPD     | 44,0             | 38,9              |
| Jürgen Klippert      | GRÜNE   | 8,2              | 10,2              |
| Ernst-Ulrich Alda    | FDP     | 3,3              | 5,4               |
| Hamide Akbayir       | LINKE   | 5,1              | 6,1               |
| Iris Monika Marczian | Pro NRW | 2,4              | 2,4               |
| Dirk Schatz          | Piraten | 2,0              | 1,9               |

## Landtagswahl 2005
Wahlberechtigt waren 108.412 Einwohner.
| Direktkandidat        | Partei               | Stimmen in % |
| --------------------- | -------------------- | ------------ |
| Wolfgang Jörg         | SPD                  | 42,1         |
| Helmut Diegel         | CDU                  | 41,2         |
| Ernst-Ulrich Alda     | FDP                  | 4,8          |
| Rainer Preiß          | GRÜNE                | 4,5          |
| Wolfgang Schulz       | REP                  | 1,2          |
| Ralf Sondermeyer      | PDS                  | 1,2          |
| Elisabeth Betzing     | Die Tierschutzpartei | 1,3          |
| Thorsten Crämer       | NPD                  | 1,2          |
| Martin Dreß           | ödp                  | 0,2          |
| Josef Gabriel Twickel | WASG                 | 2,3          |